# Jack Fallon
Jack Fallon foi um baixista de jazz britânico, nascido no Canadá.